# Bataille de Zamboanga
Insurrection moro aux Philippines
Batailles
- Zamboanga
- Sitio Bayoko
- Sitio Makaita
- Sitio Kan Jalul
- Marawi

La bataille de Zamboanga a lieu pendant l'insurrection moro aux Philippines. En septembre 2013, la ville de Zamboanga est attaquée par les indépendantistes Moros du Front Moro de libération nationale. Après plusieurs jours de combats, l'armée philippine reprend possession de la ville.

## Déroulement
À partir du 9 septembre 2013, de 200 à 300 membres du FMLN opposés aux négociations de paix entre le gouvernement philippin et le Front Moro islamique de libération, qui marginalisent selon eux leur mouvement, lancent une attaque dans la péninsule de Zamboanga. Ils capturent entre 170 et 290 otages provenant de 6 villages et s'en servent comme bouclier humain. Ils se retranchent ensuite dans un bidonville à l’extérieur de Zamboanga après être restés bloqués par les forces philippines alors qu’ils voulaient se rendre maîtres de la mairie et des bâtiments publics à la demande de Nur Misuari,.
Le gouvernement et le mouvement annoncent malgré tout vouloir régler le conflit de manière pacifique. Le FLNL demande que le drapeau de la république de Bangsamoro soit hissé sur l'hôtel de ville pour relâcher les otages.
Le 12 septembre un groupe de 150 rebelles s’en est également pris aux positions militaires sur Basilan, une petite île recouverte par la jungle et séparée de Zamboanga en tentant de capturer Lamitan, l'enclave catholique de Basilan.
Le 14 septembre, après l'échec de pourparlers, l'armée passe à l'attaque. Les deux camps utilisent des tireurs de précision. Le bilan à cette date est selon l’armée de 56 morts, dont 47 rebelles, deux soldats, trois policiers et quatre civils tandis que plus 62 000 villageois sont déplacés à l’abri dans un complexe sportif de Zamboanga. D'après le ministre de l'Intérieur, les rebelles ne détiennent plus que sept otages,.
Progressivement, l'armée reprend tous les quartiers de la ville et repousse les indépendantistes musulmans vers le rivage où ils sont intensément bombardés et mitraillés par les hélicoptères de combat.
Le 18, la plupart des rebelles ont été tués ou se sont rendus, une centaine de combattants restent retranchés près du port de Zamboanga, encerclés par plus de 3 000 soldats.
Le 26 septembre, une nouvelle attaque est lancée par l'armée et les derniers otages sont libérés. À cette date, le bilan est de 173 morts et de 100 000 déplacés.
Le 28 septembre, selon l'armée, tous les otages ont été libérés, et les combats ont tué au moins 166 insurgés ainsi que 23 soldats et 12 civils. 238 insurgés ont été arrêtés. Le bilan définitif est de 189 morts et 292 prisonniers pour les rebelles,.